# Jonathan Homer Lane
Jonathan Homer Lane (ur. 9 sierpnia 1819 w Geneseo w stanie Nowy Jork, zm. 3 maja 1880 w Waszyngtonie) – amerykański astrofizyk i wynalazca.

## Życiorys
Ukończył Yale w 1846. Pracował w urzędzie patentowym w 1851. W 1869 zaczął pracę w Office of Weights and Measures, będącym częścią Departamentu Skarbu.
Zajmował się głównie astronomią i jako pierwszy przedstawił matematyczny model Słońca jako obiektu gazowego. Przedstawił zależności między ciśnieniem, temperaturą i gęstością gazu wewnątrz Słońca, stosując prawa termodynamiki. Jego praca stworzyła podstawy ewolucji gwiazd.
Jego imieniem nazwano krater Lane na Księżycu.